# غنج أباد (مياندوآب)
غنج‌ أباد هي قرية في مقاطعة مياندوآب، إيران. عدد سكان هذه القرية هو 373 في سنة 2006.